# 대한민국의 국방부 차관
국방부 차관(國防部 次官)은 국방부 장관을 보좌하는 직위로, 정무직공무원으로 보한다.

## 임명
- 국방부 차관은 대통령이 임명한다.

## 역할
- 국방부 차관은 장관을 보좌하여 소관사무를 처리하고 소속공무원을 지휘·감독하며, 장관이 사고로 직무를 수행할 수 없으면 그 직무를 대행한다.

## 역대 차관

### 미군정 통위부 차장
| 정부   | 대수 | 이름           | 임기                            | 비고 |
| ------ | ---- | -------------- | ------------------------------- | ---- |
| 미군정 | 초대 | 이응준(李應俊) | 1946년 6월 12일~1948년 6월 18일 |      |
| 미군정 | 2대  | 송호성(宋虎聲) | 1948년 6월 19일~1948년 8월 15일 |      |

### 국방부 차관
| 정부        | 대수           | 이름                              | 임기                              | 비고                      |
| ----------- | -------------- | --------------------------------- | --------------------------------- | ------------------------- |
| 제1공화국   | 초대           | 최용덕(崔用德)                    | 1948년 8월 15일~1950년 5월 14일   |                           |
| 제1공화국   | 2대            | 장경근(張暻根)                    | 1950년 5월 14일~1951년 6월 22일   |                           |
| 제1공화국   | 3대            | 김일환(金一煥)                    | 1951년 6월 23일~1953년 11월 9일   |                           |
| 제1공화국   | 4대            | 강영훈(姜英勳)                    | 1953년 11월 9일~1953년 11월 18일  |                           |
| 제1공화국   | 5대            | 이호(李澔)                        | 1953년 11월 18일~1955년 9월 16일  |                           |
| 제1공화국   | -              | 장건식(張健植)                    | 1955년 9월 16일~1955년 9월 27일   | 직무대리                  |
| 제1공화국   | 6대            | 김용우(金用雨)                    | 1955년 9월 28일~1956년 5월 26일   |                           |
| 제1공화국   | -              | 강영훈(姜英勳)                    | 1956년 5월 26일~1956년 7월 1일    | 직무대리                  |
| 제1공화국   | 7대            | 김종갑(金鍾甲)                    | 1956년 7월 2일~1957년 8월 8일     |                           |
| 제1공화국   | 8대            | 최세황(崔世璜)                    | 1957년 8월 8일~1960년 5월 27일    |                           |
| 제1공화국   | 9대            | 이희봉(李熙鳳)                    | 1960년 5월 27일~1960년 8월 19일   |                           |
| 제2공화국   | 10대           | 박병배(朴炳培)                    | 1960년 9월 2일~1961년 1월 30일    | 정무차관                  |
| 제2공화국   | 10대           | 김업(金業)                        | 1960년 8월 29일~1961년 5월 19일   | 사무차관                  |
| 제2공화국   | 11대           | 우희창(禹熙昌)                    | 1961년 1월 30일~1961년 5월 20일   | 정무차관                  |
| 제2공화국   | 11대           | 신응균(申應均)                    | 1961년 5월 19일~1961년 7월 4일    | 사무차관                  |
| 제2공화국   | -              | 김점곤(金点坤)                    | 1961년 7월 8일~1961년 8월 9일     | 사무차관 직무대리, 차관보 |
| 제2공화국   | 12대           | 이흥배(李興培)                    | 1961년 8월 10일~1963년 12월 16일  |                           |
| 제3공화국   | 13대           | 강서룡(姜瑞龍)                    | 1963년 12월 17일~1968년 5월 21일  |                           |
| 제3공화국   | 14대           | 이경호(李坰鎬)                    | 1968년 5월 24일~1970년 7월 4일    |                           |
| 제3공화국   | 15대           | 유근창(柳根昌)                    | 1970년 7월 4일~1973년 10월 19일   |                           |
| 제4공화국   | 15대           | 유근창(柳根昌)                    | 1970년 7월 4일~1973년 10월 19일   |                           |
| 16대        | 최광수(崔侊洙) | 1973년 10월 19일~1974년 12월 17일 |                                   |                           |
| 17대        | 이민우(李敏雨) | 1974년 12월 17일~1978년 10월 2일  |                                   |                           |
| 18대        | 김용휴(金容烋) | 1978년 10월 6일~1979년 12월 14일  |                                   |                           |
| 19대        | 조문환(曺文煥) | 1979년 12월 20일~1980년 9월 9일   |                                   |                           |
| 20대        | 박찬긍(朴贊兢) | 1980년 9월 9일~1982년 5월 21일    |                                   |                           |
| 20대        | 박찬긍(朴贊兢) | 1980년 9월 9일~1982년 5월 21일    | 제5공화국                         |                           |
| -           | 한상권(韓相權) | 1982년 5월 21일~1982년 6월 1일    | 직무대리                          |                           |
| 21대        | 권영각(權寧珏) | 1982년 6월 2일~1985년 10월 17일   |                                   |                           |
| 22대        | 황인수(黃仁秀) | 1985년 10월 17일~1987년 12월 30일 |                                   |                           |
| 23대        | 신치구(申致求) | 1987년 12월 31일~1988년 12월 12일 |                                   |                           |
| 23대        | 신치구(申致求) | 1987년 12월 31일~1988년 12월 12일 | 노태우 정부                       |                           |
| 24대        | 임헌표(林憲杓) | 1988년 12월 12일~1990년 12월 28일 |                                   |                           |
| 25대        | 권영해(權寧海) | 1990년 12월 28일~1993년 2월 25일  |                                   |                           |
| 김영삼 정부 | -              | 이중형（李重衡）                  | 1993년 2월 25일~1993년 3월 3일    | 직무대리                  |
| 김영삼 정부 | 26대           | 이수휴(李秀烋)                    | 1993년 3월 4일~1993년 12월 28일   |                           |
| 김영삼 정부 | 27대           | 정준호(鄭埈昊)                    | 1993년 12월 28일~1994년 12월 26일 |                           |
| 김영삼 정부 | 28대           | 이정린(李廷麟)                    | 1994년 12월 26일~1998년 3월 9일   |                           |
| 김대중 정부 | 29대           | 안병길(安秉吉)                    | 1998년 3월 9일~1999년 5월 26일    |                           |
| 김대중 정부 | 30대           | 박용옥(朴庸玉)                    | 1999년 5월 26일~2000년 8월 11일   |                           |
| 김대중 정부 | 31대           | 문일섭(文一燮)                    | 2000년 8월 11일~2001년 4월 2일    |                           |
| 김대중 정부 | 32대           | 권영효(權永孝)                    | 2001년 4월 2일~2003년 3월 3일     |                           |
| 노무현 정부 | 33대           | 유보선(兪普善)                    | 2003년 3월 3일~2004년 8월 30일    |                           |
| 노무현 정부 | 34대           | 유효일(劉孝一)                    | 2004년 8월 30일~2005년 5월 27일   |                           |
| 노무현 정부 | 35대           | 황규식(黃圭軾)                    | 2005년 5월 27일~2006년 11월 27일  |                           |
| 노무현 정부 | 36대           | 김영룡(金榮龍)                    | 2006년 11월 27일~2008년 2월 4일   |                           |
| 노무현 정부 | -              | 최광섭(崔光燮)                    | 2008년 2월 5일~2008년 2월 28일    | 직무대리                  |
| 이명박 정부 | 37대           | 김종천(金鍾千)                    | 2008년 2월 29일~2009년 1월 22일   |                           |
| 이명박 정부 | 38대           | 장수만(張秀萬)                    | 2009년 1월 23일~2010년 8월 16일   |                           |
| 이명박 정부 | 39대           | 이용걸(李庸傑)                    | 2010년 8월 16일~2013년 3월 18일   |                           |
| 박근혜 정부 | -              | 연제욱(延濟郁)                    | 2013년 3월 18일~2013년 3월 23일   | 직무대리                  |
| 박근혜 정부 | 40대           | 백승주(白承周)                    | 2013년 3월 24일~2015년 10월 20일  |                           |
| 박근혜 정부 | 41대           | 황인무(黃仁武)                    | 2015년 10월 21일~2017년 6월 7일   |                           |
| 문재인 정부 |                |                                   |                                   |                           |
| 42대        | 서주석(徐柱錫) | 2017년 6월 7일~2019년 5월 23일    |                                   |                           |
| 43대        | 박재민(朴宰民) | 2019년 5월 23일~2022년 5월 10일   | 국방부 최초의 내부승진            |                           |
| 윤석열 정부 | 44대           | 신범철(申範澈)                    | 2022년 5월 10일~2023년 10월 19일  |                           |
| 윤석열 정부 | 45대           | 김선호(金善鎬)                    | 2023년 10월 19일~2025년 6월 26일  | 장관 직무대리             |
| 이재명 정부 | 46대           | 이두희(李斗熙)                    | 2025년 6월 26일~                  | 장관 직무대리             |

## 같이 보기
- 국방부
- 국방부 장관